# 楚菲孔

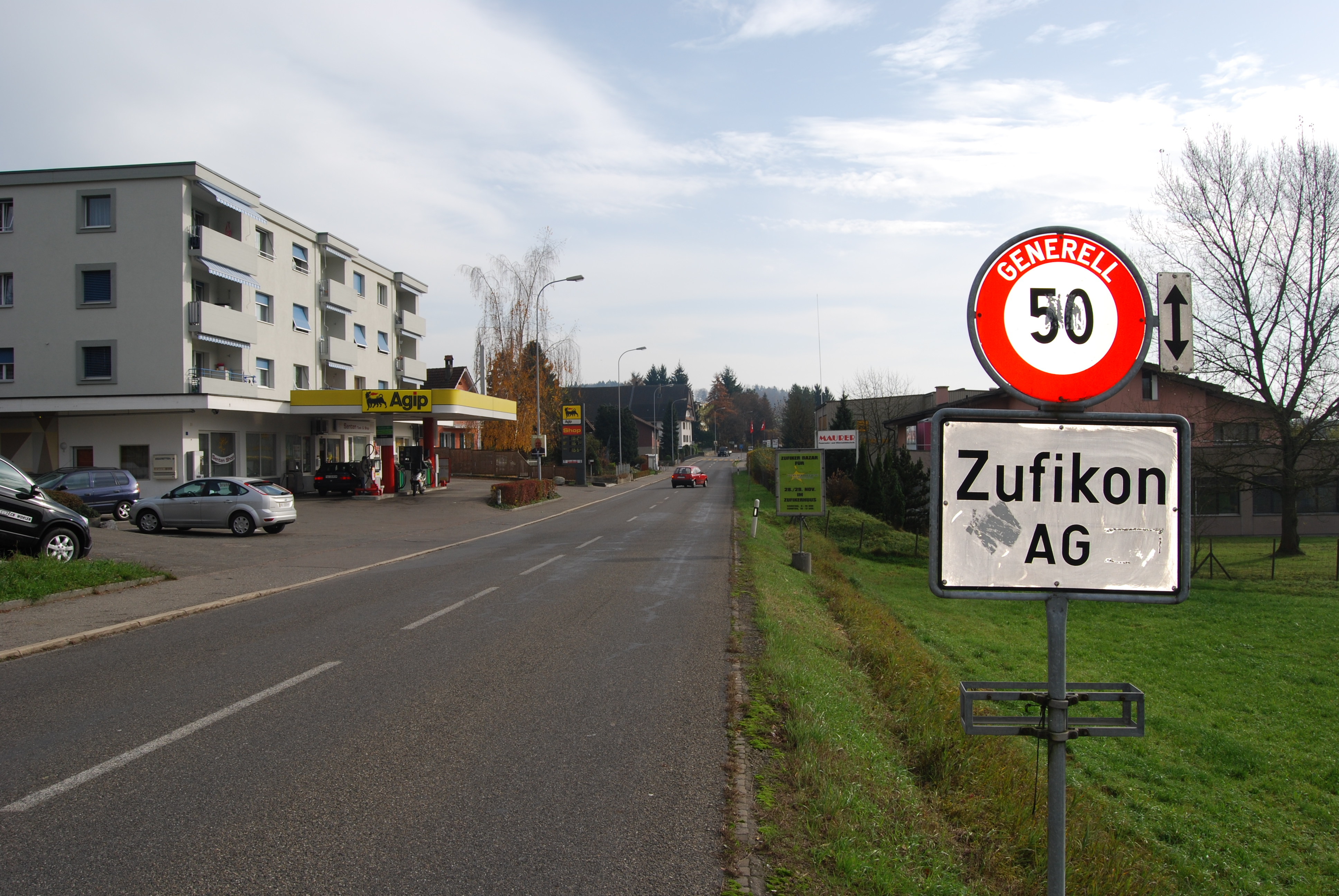

楚菲孔是瑞士的城鎮，位於該國北部，由阿爾高州負責管轄，面積4.81平方公里，海拔高度405米，2012年人口4,281，一半人口信奉羅馬天主教，人口密度每平方公里890人。